# Club Social Cultural y Deportivo Don Café
El Club Social Deportivo Don Café, o más conocido como Don Café, fue un equipo de fútbol ecuatoriano originario de la ciudad de Guayaquil. Fue fundado el 26 de abril de 1996 como sección deportiva y recreativa para empleados y supervisores de Solubles Instantáneos C. A., en donde uno de sus fundadores fue el exboxeador Ángel Matamba Arroyo. El club estuvo afiliado a la Asociación de Fútbol del Guayas y se desempeñaba  en la Segunda Categoría a nivel provincial.
En 2021, el club cedió la franquicia a Legión Amarilla Fútbol Club.

## Historia
El pastor Iván Matamba, quien fuera boxeador y que tuvo la mala fortuna de "matar" a un peruano en el ring por lo fuerte que eran sus golpes, a partir de esta tragedia en su vida se entregó de lleno a la poderosa palabra de Dios.
Realiza un llamado a muchachos desorientados y que amen el fútbol. Acercarse al complejo de Asoguayas en Fertisa. Pero no tan solo se conformaba de predicarla, sino quería enderezar a aquellas personas desorientadas, principalmente los jóvenes.
Por eso que formó hace 13 años, un 26 de abril de 1996, el Club Social Cultural y Deportivo Don Café, pero a diferencia de los otros este era un equipo de "Atletas de Cristo" con el lema: "Con Cristo Jesús somos más que vencedores".
El hermano Matamba ha aprovechado estos años para poder evangelizar a un sinnúmero de jóvenes, quienes tenían los caminos equivocados.
Pudo penetrarse por diferentes sectores populares de Guayaquil y con la palabra de Dios sumado a la práctica deportiva ha podido formar un equipo competitivo y que lleven a sus semejantes la palabra de salvación, tan venida a menos en el fútbol.

## Dirigencia
El actual presidente del Club Social Cultural y Deportivo Don Café es el Economista Ángel Matamba Arroyo y también fundador del Equipo Cafetero como se lo apoda.
Su hijo Iván Matamba Aranda es el vicepresidente del Equipo Cafetero, junto a la Secretaria General María José Chica.

### Comisión directiva actual
| Comisión directiva |
| |
| - Presidente: Ángel Matamba Arroyo - 1.° Vicepresidente: Iván Ángel Matamba Aranda - Secretario General: María José Chica Pinto - Tesorero: María José Chica - Vocero: Marco Olmedo - Web: Cristopher Alvarado |
| |

## Estadio

### Estadio Alejandro Ponce Noboa
El Estadio Alejandro Ponce Noboa, perteneciente al club, es un estadio de Ecuador con una capacidad de 3500 personas reglamentariamente. Se encuentra ubicado en la ciudad de Guayaquil, en la Av. 25 de Julio.

### Participaciones en Campeonato Ecuatoriano

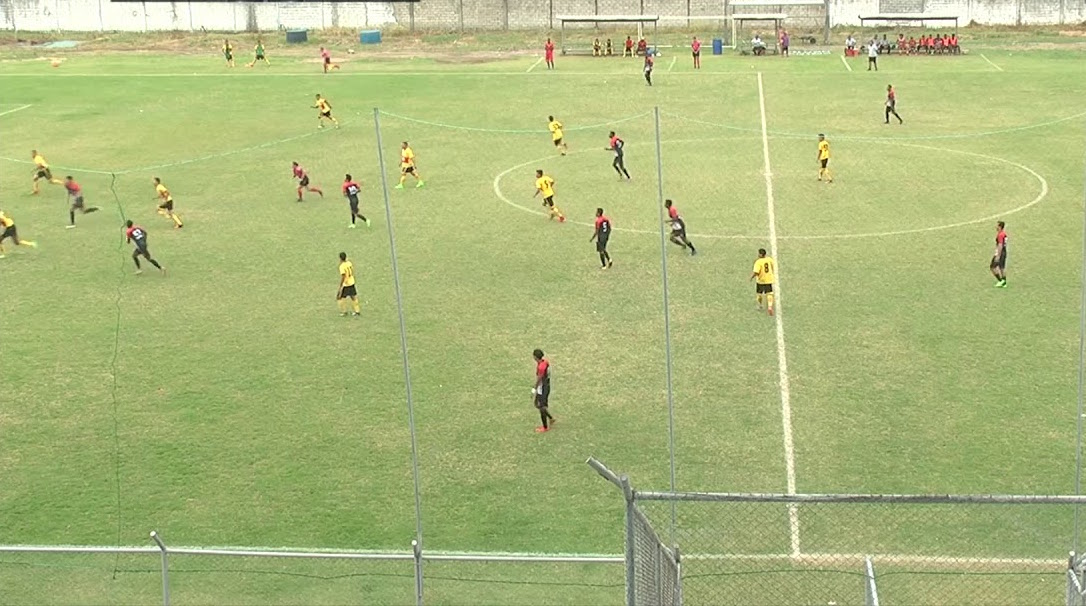
Imagen del partido entre el Don Café y el Rocafuerte FC, disputado en el Estadio Alejandro Ponce Noboa por el Campeonato Ecuatoriano de Fútbol Segunda Categoría 2018.

La mejor temporada del Equipo Cafetero fue en el año 2014 cuando se reforzaron con excelentes jugadores denominados los "Atletas de Cristo" la primera temporada del equipo fue en el Campeonato Ecuatoriano Asoguayas 2000 integrado en el Grupo A, conformados por los siguientes equipos: ADN Naval, Calvi Fútbol Club, 9 de Octubre FC, Milagro SC, Liga de Guayaquil, Liga Deportiva Estudiantil y Estudiantes del Guayas terminando así con 4 puntos por arriba de Estudiantes del Guayas.

## Datos del Club
- Participaciones en Segunda Categoría del Guayas: 20 (2000 - 2019)

## Palmarés
- Datos: Q5774599